# Таско-де-Аларкон

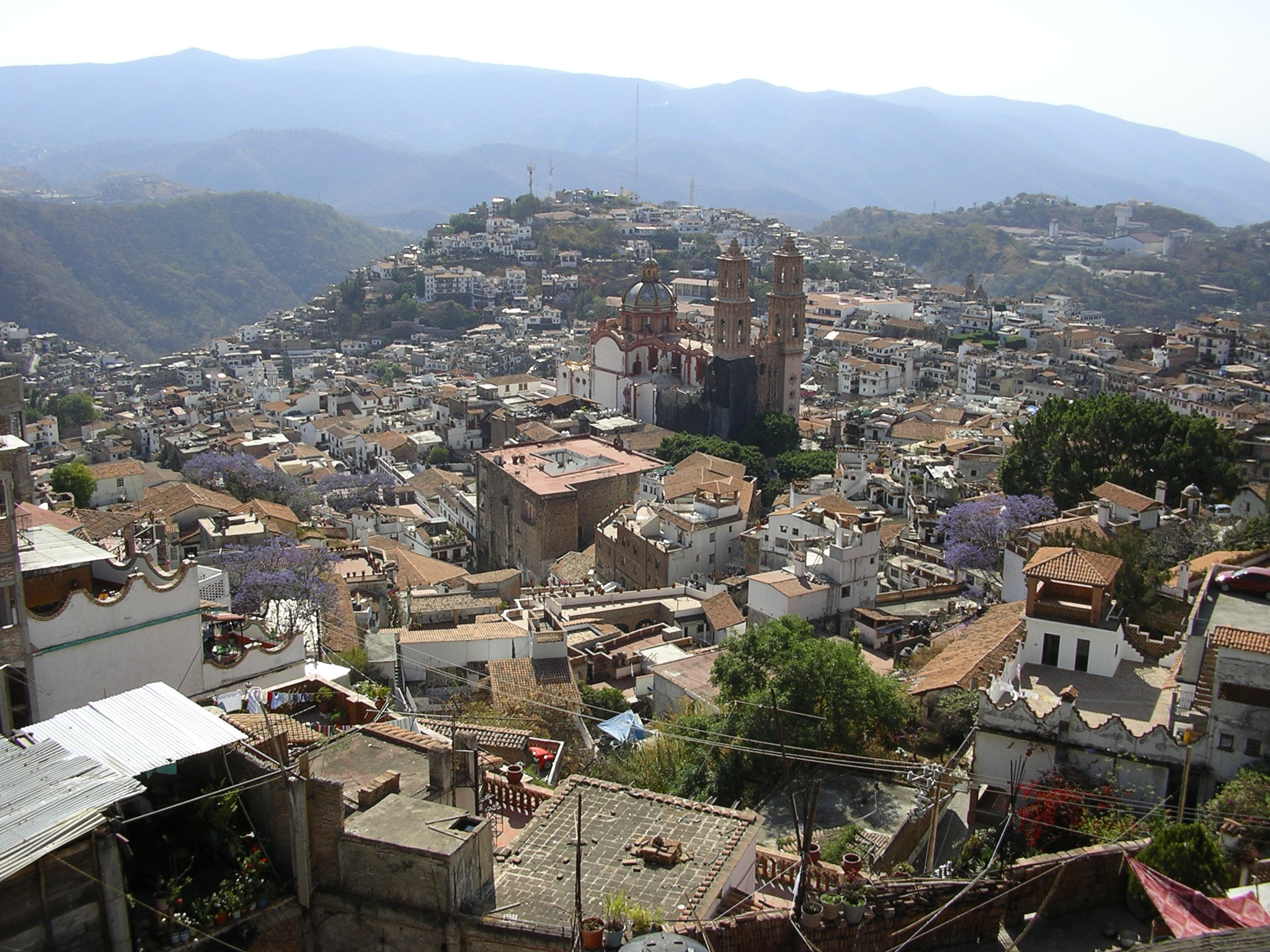

Таско-де-Аларкон (исп. Taxco de Alarcón) — город в Мексике, входит в штат Герреро. Население 50 415 человек. Главная достопримечательность города — церковь Санта-Приска.

## Города-побратимы
Куэнка, Испания